# Викторов, Владимир Михайлович
Владимир Михайлович Викторов (? — 10 июня 1845) — герой войн против Наполеона, генерал-майор Отдельного корпуса жандармов, участник Кавказских походов.

## Биография
Образование получил во 2-м кадетском корпусе, из которого выпущен 1 февраля 1804 года подпоручиком во 2-й артиллерийский полк.
Принимал участие в кампании против турок на Дунае и в 1811 году был награждён орденом св. Анны 3-й степени (впоследствии переименован на 4-ю степень).
В 1812 году в чине поручика Викторов состоял в 4-й конной роте полевой артиллерии и сражался с французами при отражении нашествия Наполеона в Россию. За отличие в Бородинском бою он был награждён орденом св. Владимира 4-й степени, 3 июня 1813 года (по другим данным — 11 сентября) за сражение под Вязьмой получил золотую саблю с надписью «За храбрость». Вслед за тем Викторов, произведённый в штабс-капитаны, совершил Заграничный поход. 24 ноября 1813 года он был награждён орденом св. Георгия 4-й степени (№ 2684 по кавалерскому списку Григоровича — Степанова)
За отличие в сражении с французами при Денневице.
Далее он отличился в Битве народов под Лейпцигом, за что получил чин капитана и от прусского короля орден Pour le Mérite.
В начале 1840-х годов Викторов был переведён на Кавказ, где служил по жандармскому ведомству.
В конце 1843 года (по другим данным — в 1841 году) произведён в генерал-майоры и был назначен начальником 6-го округа Отдельного корпуса жандармов. За время нахождения на Кавказе он был награждён орденами св. Станислава 2-й степени, св. Анны 2-й степени (оба в 1841 году) и св. Владимира 3-й степени (1842 год).
В 1845 году Викторов принял участие в Даргинском походе князя М. С. Воронцова и командовал арьергардом и транспортами в колонне генерала Клюки фон Клугенау. Будущий министр народного просвещения барон А. П. Николаи, принимавший участие в этом походе в качестве младшего чиновника для особых поручений при князе Воронцове, заметил по этому поводу: «Викторов … очень почтенная личность, был начальником жандармского управления в Тифлисе и участвовал в походе из одной любви к искусству». 10 июня Викторов был убит в сражении с горцами. В. Н. Норов так описывает обстоятельства гибели Викторова:

«Арьергард наш, уже понесший потерю, в этот момент был сильно тесним с тыла и с обеих сторон. Генерал-майор Викторов, видя себя отрезанным и окружённым неприятелем со всех сторон, мужественно пробивался через неприятельские толпы и уже рождалась надежда восстановить сообщение, как сильно раненый Викторов повержен был на землю; беспорядок за сим дошёл до крайней степени; … смятение в войсках нашего арьергарда увеличилось и ими овладел панический страх; никто уже не думал защищаться, всякий бежал в жалком намерении спастись бегством; так, Викторов, поверженный на землю и не имея сил сам подняться, несмотря на просьбы и обещания наградить того, кто бы его взял, оставлен был в добычу неприятелю и тут же ими изрублен.»